# Dunderland
Dunderland är en norsk tätort vid Ranälven i Dunderlandsdalen i Rana kommun i Nordland fylke. Den ligger omkring 40 kilometer norr om Mo i Rana. De första gårdarna röjdes omkring 1725.
Dunderland har en järnvägsstation på Nordlandsbanen, vilken öppnades den 1 maj 1945. Stationen ligger på 127 meters höjd, strax innan Nordlandsbanen stiger mot Saltfjellet. Dunderlands station ligger i Sør-Dunderland, medan ortens jordbruk mestadels ligger i Nord-Dunderland. Vid järnvägsstationen ligger 15 tidigare tjänstebostäder för järnvägsanställda och ett halvt dussin privatbyggda hus.
Namnet Dunderland kommer sannolikt från dundret från de årliga snöskreden som kommer från 1 200 meters höjd, eller från de stora stenras som skett då och då, senast 1964 och som då var på 300 000 m³. 
Vid Dunderland låg under andra världskriget Dunderland fangeleir, ett av de många krigsfångeläger som drevs av den tyska ockupationsmaktens Organisation Todt och som inhyste fler än 500 ryska krigsfångar som tvångsarbetade med att anlägga Nordlandsbanen, en förlängning av den äldre Dunderlandsbanen.